# Rathaus Ennepetal

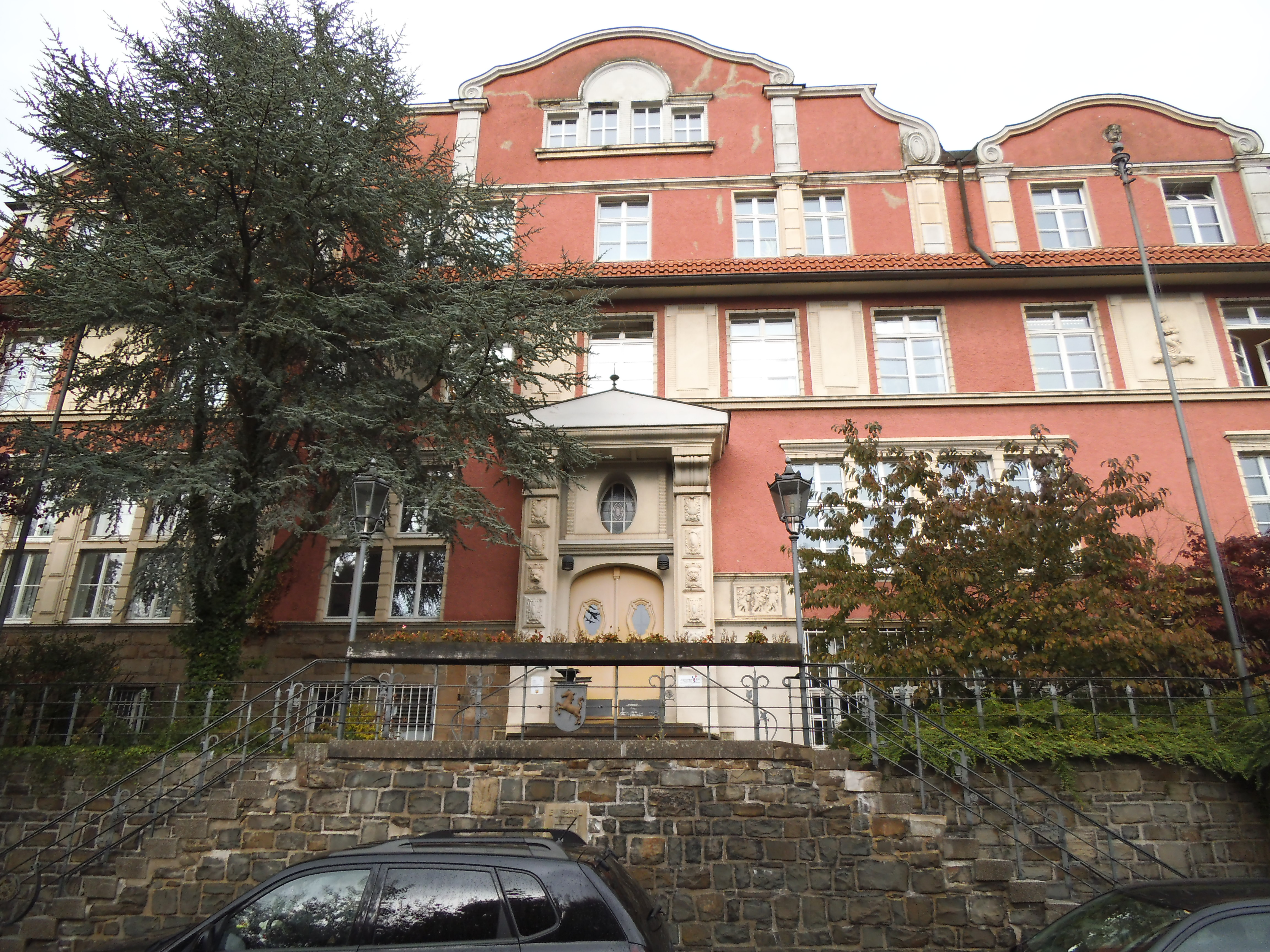
Denkmalgeschützter Altbau, Verwaltungsgebäude I

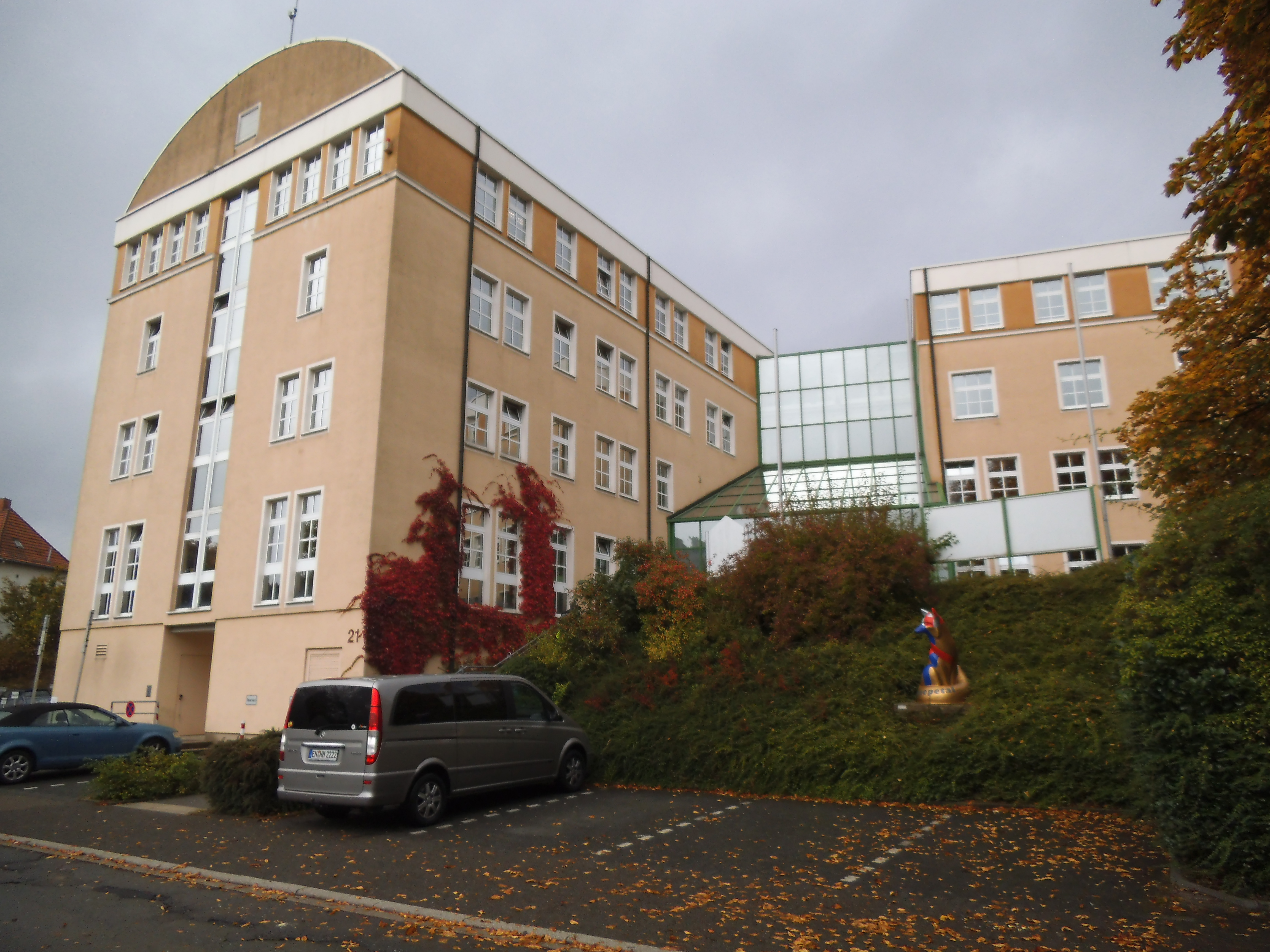
Neubau, Verwaltungsgebäude III

Das Rathaus Ennepetal ist ein Gebäudekomplex in Altenvoerde (postalische Anschrift Bismarckstraße 21), der als Rathaus der nordrhein-westfälischen Stadt Ennepetal dient. Der Komplex besteht im Wesentlichen aus drei benachbarten und zum Teil miteinander verbundenen Bauten, die 1910–1911 (Altgebäude), 1971 (Verwaltungsgebäude II) und 1994–1996 (Verwaltungsgebäude III) gebaut wurden.

## Geschichte
Das 1911 errichtete und seit 1984 denkmalgeschützte Altgebäude wurde vom Architekten Gustav Wenner im Stil des Neubarock als Mädchenheim für die Arbeiterinnen der Schraubenfirma Bödecker, Ebbinghaus & Co errichtet. Zwischen 1937 und 1949 diente es als Amtshaus des Amtes Milspe-Voerde. Am 1. April 1949 wurde das Amt aufgelöst und die beiden selbstständigen, amtsangehörigen Gemeinden Voerde und Milspe schlossen sich zur Stadt Ennepetal zusammen, so dass das Amtshaus nun zum Rathaus der neuen Stadt wurde.

## Beschreibung
Das Altgebäude ist ein zweigeschossiger Putzbau, der auf einem hohen Bruchsteinsockel errichtet wurde. Es besitzt eine achssymmetrische Form mit rotziegelgedeckten Mansarddach. Neben dem breiten, geschwungenen Mittelgiebel, der durch in Voluten auslaufende Ortgangleisten bekrönt wird, tragen zwei weitere Ziergiebel sowie die gequaderten Ecklisenen mit Gesimsprofilierungen zur Gliederung der Fassade bei. Doppelte Fensterreihen gestalten das Erd- und das Untergeschoss. Dort sind auch Gewände in stilisierter Rustikaquaderung ausgeführt. Figürliche Plastiken dienen im Obergeschoss als Ornamentplatten zwischen den äußeren Fensterreihen. Das Eingangsportal ist mit einem Dreiecksgiebel auf Konsolen über gequaderten Stuckpilastern ausgebildet. Auf der Südwestseite befindet sich ein auf Rundsäulen aufgeständerter halbrunder Erker.